# Palumbina guerinii
Palumbina guerinii is een vlinder uit de familie tastermotten (Gelechiidae). De wetenschappelijke naam is voor het eerst geldig gepubliceerd in 1858 door Stainton.
De soort komt voor in Europa.